# Trachyneta extensa
Trachyneta extensa är en spindelart som beskrevs av Holm 1968. Trachyneta extensa ingår i släktet Trachyneta och familjen täckvävarspindlar.
Artens utbredningsområde är Kongo. Inga underarter finns listade i Catalogue of Life.